# 차건우
차건우(車建優, 1966년 3월 9일 ~ )는 대한민국의 배우이다.

## 필모그래피

### 영화
- 2015년 《초인》 ... 요양원의사 역
- 2016년 《고산자, 대동여지도》 ... 광화문 구경꾼 양반2 역
- 2016년 《원라인》 ... 리어카 토마토장수 역
- 2016년 《초인》 ...박의원 역
- 2017년 《이수아》 ... 최부장 역
- 2019년 《아내를 죽였다》 ... 황씨 역
- 2022년 《안녕하세요》 ... 백기한 역
- 2023년 《서울의 봄》 ... 김동규 역 (첫 천만영화)

### 드라마
- 2014년 EBS 《플루토 비밀결사대》
- 2014년 OCN 《신의 퀴즈 4》
- 2014년 EBS 《슴슴한 그대》
- 2016년 TVN 《피리부는 사나이》
- 2016년 JTBC 《욱씨남정기》
- 2016년 MBC 《옥중화》
- 2016년 OCN 《38사기동대》
- 2016년 TVN 《안투라지》
- 2016년 SBS 《아임 쏘리 강남구》
- 2017년 TVN 《시카고타자기》
- 2017년 MBC 《역적》
- 2018년 TVN 《미스터 션샤인》
- 2018년 OCN 《보이스2》
- 2019년 KBS2 《왜그래풍상씨》
- 2020년 TVN 《나인룸》
- 2020년 JTBC 《바람이 분다 (2019년 드라마)》
- 2020년 TVN 《드라마 스테이지 - 남편한테 김희선이 생겼어요》
- 2020년 TVN 《머니게임 (드라마)》
- 2020년 TVN 《화양연화 - 삶이 꽃이 되는 순간》
- 2020년 OCN 《번외수사》
- 2021년 TVN 《낮과 밤 (드라마)》
- 2021년 TVN 《악마판사》 - 장기현 역
- 2022년 TVING 《장미맨션》 - 민수 부 역
- 2022년 KBS2 《미남당》 - 남필구 역

### 연극
- 2010년 《인형의 집》 ... 집사 역
- 2012년 《바쁘다 바뻐》 ... 아버지 역
- 2012년 《염전이야기》 ... 풍식 역
- 2014년 《쯔루하시 세자매》 ... 부근 역